# Felpham
Felpham – wieś w Anglii, w hrabstwie West Sussex, w dystrykcie Arun. Leży 11 km na południowy wschód od miasta Chichester i 88 km na południowy zachód od Londynu. W 2001 miejscowość liczyła 9611 mieszkańców.